# Heel-néerlandisme

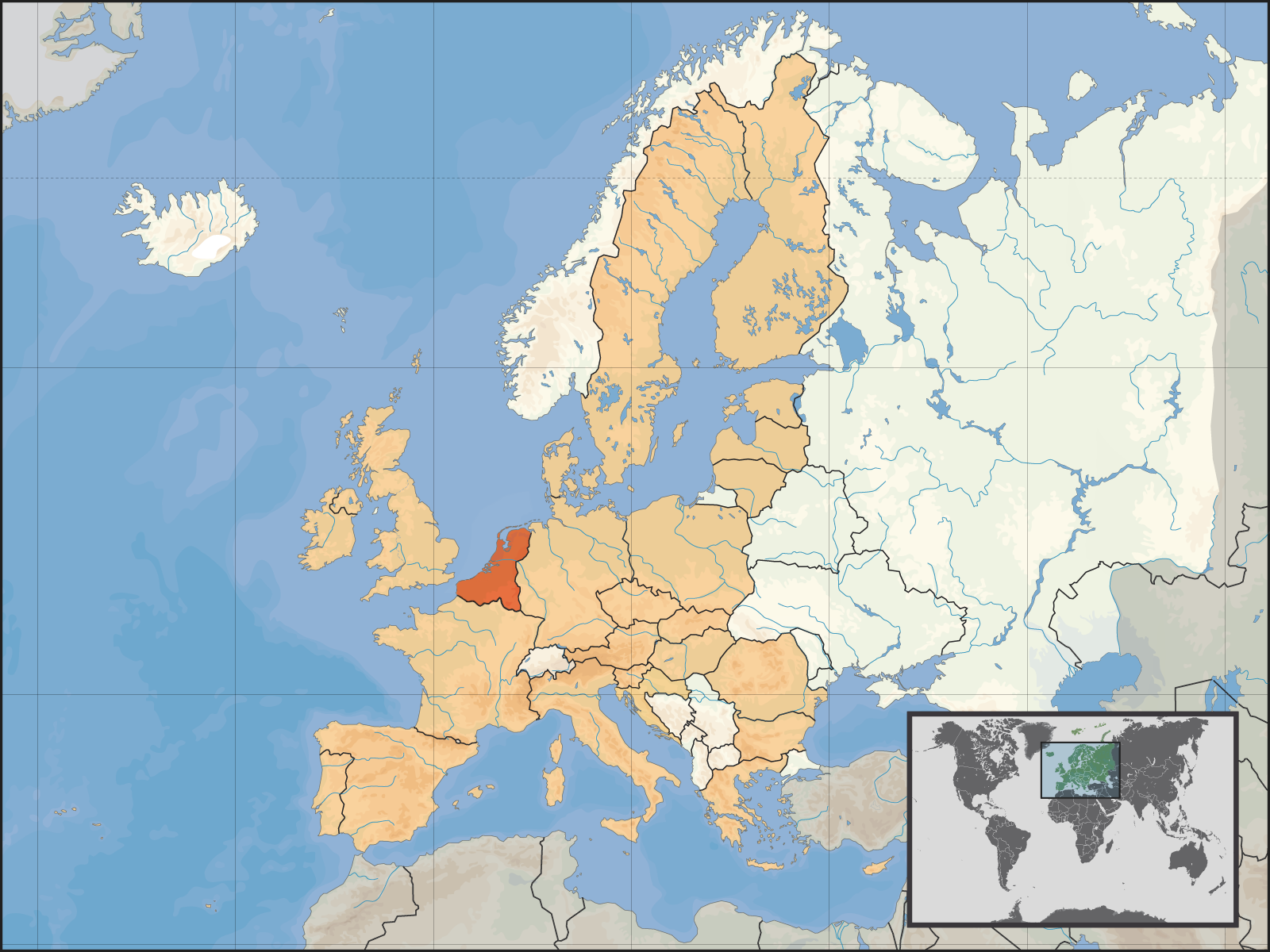
Situation du Heel-Nederland sur la carte de l'Europe.

Le heel-néerlandisme ou pan-néerlandisme est un mouvement politique irrédentiste promouvant l'union des Pays-Bas, de la Belgique (avec ou sans la communauté germanophone), du Luxembourg et parfois aussi des zones frontalières de l'Allemagne (comme la Frise orientale et la Rhénanie) et les Pays-Bas Français. On aspire à une association dans un État multilingue unitaire, fédéral ou confédéral.
Le terme ne doit pas être confondu avec l'orangisme, bien que de nombreux orangistes soient favorables à la réunification et que les termes soient parfois utilisés de manière interchangeable en Belgique. L'orangisme se concentre sur la Maison Orange-Nassau pour des raisons légitimes. Le heel-néerlandisme veut seulement unir les Pays-Bas, qu'ils soient ou non sous cette maison.  

## Histoire
La poursuite d'un Pays-Bas unis a une longue histoire. Au début de la guerre de Quatre-Vingts Ans, les insurgés des Pays-Bas s'efforcent de libérer toutes les régions (Union de Bruxelles) mais échouent. Après des années avec une frontière entre les Pays-Bas du Nord et les Pays-Bas du Sud, le premier des États belgiques unis (qui englobent à peu près la Belgique actuelle) Hendrik van der Noot propose de chercher à se rattacher aux Pays-Bas du Nord. En partie à cause de cela, les Pays-Bas ont été unis par Guillaume Ier en tant que Royaume-Uni des Pays-Bas, qui englobe le territoire auquel aspire le heel-néerlandisme. Cet état prend fin au début de 1830, mais laisse derrière lui un mouvement orangiste cherchant à se rattacher au Nord composé de l’élite francophone de Flandre, de Wallonie ainsi que de Bruxelles. Dans les années 1860, une autre proposition est faite par la Belgique par le Premier ministre de l'époque, cette fois pour une confédération, mais elle est rejetée.
Peu de temps après l'indépendance belge, le progressiste, membre du Congrès national et wallon flamand Lucien Jottrand avance l'idée. En 1857, la Belgique compte déjà des associations heel-néerlandiste, comme le libéral progressiste « Vlamingen Vooruit », qui comptait des membres qui proposaient une fédération belgo-néerlandaise. Dans les années 1934-1940, le fasciste Verdinaso de Joris van Severen est le plus grand propagandiste du heel-néerlandisme. Ce mouvement utilise souvent le drapeau du Prince.

## Dans la politique moderne
Aujourd'hui, on trouve principalement des partisans du « heel-néerlandisme » en Flandre et aux Pays-Bas. Des exemples de telles organisations sont la Werkgemeenschap de Lage Landen et Zannekin. En 2010, Matthias Storme (membre de la N-VA) a fait valoir que la Flandre devrait faire partie du Royaume des Pays-Bas, avec son « Plan N », et que Bruxelles et la Wallonie pourraient également y trouver leur place, « Il serait d’ailleurs même pour la Wallonie une bonne idée de réfléchir à une accession au royaume, en tant que pays à part entier évidemment. ». Cela peut donc aussi être décrit comme la poursuite d'idéaux « heel-néerlandiste ». 
D'autres groupes et individus modérés plaident pour une intégration plus poussée de l'Union Benelux, ce qui pourrait éventuellement conduire à une entité « heel-néerlandiste », comme précurseur de l'intégration européenne, une sorte de « fédéralisme Benelux ».